# Trapped (singel)
Trapped – singel amerykańskiego rapera 2Paca, promujący jego album 2Pacalypse Now z roku 1991.